# Mạnh Tuấn
Mạnh Tuấn có tên đầy đủ là Nguyễn Đức Thỉnh (1929–2003) là một diễn viên chèo người Việt Nam. Ông là một nghệ sĩ chèo bậc thầy đã đào tạo ra nhiều diễn viên chèo nổi tiếng, trong đó có bộ 3 nghệ sĩ nhân dân Xuân Hinh, Quốc Trượng và Quốc Anh. Mạnh Tuấn nổi tiếng với các vai hề của nghệ thuật chèo và vai diễn Thống "biệu" trong bộ phim truyền hình Đất và người.

## Tiểu sử
Mạnh Tuấn sinh năm 1929 trong một gia đình nông dân nghèo tại thôn Sơn, xã Hạp Lĩnh, Tiên Du, Bắc Ninh. Ông mồ côi mẹ từ năm 3 tuổi, từ năm 14 tuổi ông là liên lạc viên cho du kích địa phương. Năm 1952, ông tham gia vào Đoàn chèo Trung ương phục vụ trên chiến trường với vai trò là người bảo quản đạo cụ cho đoàn. Nhờ việc tự học và cả sự chỉ dẫn của các nghệ sĩ Năm Ngũ, Tư Liên, ông bắt đầu sự nghiệp với một vai phụ trong vở Tấm Điền. Diễn viên Quốc Anh, một trong những học trò của Mạnh Tuấn sau này cũng là con rể của ông.
Năm 1988, công ty Dihavina sản xuất 20.000 băng cassette với các trích đoạn của hề chèo của Mạnh Tuấn đã nhanh chóng được bán hết.
Mạnh Tuấn qua đời ngày 9 tháng 4 năm 2003.

## Vinh danh
Mạnh Tuấn từng giành được một số Huy chương tại các kỳ Hội diễn Sân khấu. Huy chương kháng chiến chống Pháp hạng Nhất, Huy chương chiến thắng hạng Nhất.
Ông được phong tặng danh hiệu Nghệ sĩ nhân dân năm 1994.

## Vai diễn

### Điện ảnh
| Năm  | Tự đề                      | Vai diễn       |                      | Đạo diễn                            | Chú thích |
| ---- | -------------------------- | -------------- | -------------------- | ----------------------------------- | --------- |
| 1996 | Cái tết của Lão Bồng       | Lão Bồng       | Điện ảnh truyền hình | Trần Quốc Trọng                     |           |
| 1996 | Khoảng cách                |                | Điện ảnh truyền hình | Đặng Lưu Việt Bảo                   |           |
| 1996 | Ảo ảnh trắng               |                | Ngắn tập             | Nguyễn Khải Hưng, Đặng Lưu Việt Bảo |           |
| 1996 | Đông Ki ra thành phố       |                | Ngắn tập             | Lê Đức Tiến                         |           |
|      | Người đàn bà không con     | Lão choắt      | Điện ảnh             | Bùi Cường                           |           |
| 1997 | Một chuyến thăm quê        | Bố Sinh        | Video                | Trần Hoàng                          |           |
| 1997 | Mảnh vườn xưa hoang vắng   |                | Ngắn tập             | Phó Bá Nam                          |           |
| 1999 | Biên cương thường ngày     | Trưởng bản Thà | Ngắn tập             | Trần Quốc Trọng                     |           |
| 2000 | Dạy chồng                  |                | Điện ảnh truyền hình | Đỗ Minh Tuấn                        |           |
| 2001 | Chiều tàn thu muộn         |                | Ngắn tập             | Phạm Thanh Phong, Vũ Trường Khoa    |           |
| 2001 | Một người chiếu bóng       |                | Ngắn tập             | Đỗ Chí Hướng                        |           |
| 2001 | Nhịp sống                  |                | Điện ảnh truyền hình | Nguyễn Hữu Mười                     |           |
| 2001 | Mùa lá rụng                | Thầy bói       | Dài tập              | Trần Quốc Trọng                     |           |
| 2002 | Đất và người               | Thống "biệu"   | Dài tập              | Nguyễn Hữu Phần, Phạm Thanh Phong   |           |
| 2002 | Bác Cả người sung sướng... |                | Ngắn tập             | Trần Lực                            |           |
| 2003 | Lễ mừng thọ                | Cụ Thượng      | Ngắn tập             | Triệu Tuấn                          |           |

### Chèo
- Đường (Máu chúng ta đã chảy)
- Phởn (Đường đi đôi ngả)
- Tích (Vẹn cả đôi đường)
- Hề Ngự (Lọ nước thần)
- Cụ Sửu (Con trâu hai nhà)
- Hề Thìn (Tấm Cám)
- và nột số vai trong vở Quan Âm Thị Kính